# Scotogramma submarina
Scotogramma submarina là một loài bướm đêm trong họ Noctuidae.